# Scraptiomima brachycornis
Scraptiomima brachycornis là một loài bọ cánh cứng trong họ Scraptiidae. Loài này được Medvedev miêu tả khoa học năm 1969.